# Sumpcypres
Sumpcypres (Taxodium) er en lille planteslægt, der består af tre arter fra det sydlige USA og fra Mexico. Arterne er enten løvfældende eller vintergrønne.
| Arter |

- Almindelig Sumpcypres (Taxodium distichum)
- Taxodium ascendens
- Taxodium mucronatum